# The Bride's Silence
Pour plus de détails, voir Fiche technique et Distribution.
The Bride's Silence est un film muet américain, réalisé par Henry King et sorti en 1917.

## Synopsis
Un poignard à la main, une femme entre dans une pièce par une porte tendue de velours et tue Nathan Standish, le rejeton d'une famille renommée. La sœur de Nathan, Sylvia, cache l'arme et lorsque le maître d'hôtel Bobbins, dont la haine pour Nathan est de notoriété publique, est arrêté, elle ne dit rien. Pour faire plaisir à son père, Sylvia épouse le procureur Paul Wagner. Lorsqu'elle essaye secrètement d'aider à libérer Bobbins, le détective Bull Ziegler, qui croit Bobbins innocent, suspecte Sylvia. Les mots qu'elle dit de façon hystérique dans son sommeil  renforcent sa suspicion et Sylvia en devient folle. Wagner et le père de Sylvia l'emmènent à la montagne où elle retrouve la santé, mais pas la mémoire. Juste au moment où Ziegler est prêt à faire arrêter Sylvia, un télégramme arrive annonçant que la cousine de Sylvia s'est suicidée en laissant une note disant que c'est elle qui avait tué Nathan pour se venger d'avoir été trahie. Sylvia, qui en fait avait essayé de protéger le nom de la famille, retrouve la mémoire lorsqu'elle apprend ce suicide.

## Fiche technique
- Titre original : The Bride's Silence
- Réalisation : Henry King
- Scénario : Daniel F. Whitcomb
- Photographie : John F. Seitz
- Société de production : American Film Company
- Société de distribution : Mutual Film Corporation
- Pays d'origine :  États-Unis
- Langue : anglais
- Format : Noir et blanc - 35 mm - 1,37:1 - Muet
- Genre : drame
- Durée : 50 minutes (5 bobines)
- Date de sortie :
  - États-Unis : 10 septembre 1917

## Distribution
- Gail Kane : Sylvia Standish
- Lew Cody : Paul Wagner
- Henry A. Barrows : Nathan Standish
- Jim Farley : Bull Ziegler
- Robert Klein : Bobbins
- Ashton Dearholt : Ford